# Bernhard Heinrich von Germeten
 (décembre 2024).
 (décembre 2024).
 (décembre 2024).
La mise en forme du texte ne suit pas les recommandations de Wikipédia : il faut le « wikifier ».
Les points d'amélioration suivants sont les cas les plus fréquents. Le détail des points à revoir est peut-être précisé sur la page de discussion.
- Les titres sont pré-formatés par le logiciel. Ils ne sont ni en capitales, ni en gras.
- Le texte ne doit pas être écrit en capitales (les noms de famille non plus), ni en gras, ni en italique, ni en « petit »…
- Le gras n'est utilisé que pour surligner le titre de l'article dans l'introduction, une seule fois.
- L'italique est rarement utilisé : mots en langue étrangère, titres d'œuvres, noms de bateaux, etc.
- Les citations ne sont pas en italique mais en corps de texte normal. Elles sont entourées par des guillemets français : « et ».
- Les listes à puces sont à éviter, des paragraphes rédigés étant largement préférés. Les tableaux sont à réserver à la présentation de données structurées (résultats, etc.).
- Les appels de note de bas de page (petits chiffres en exposant, introduits par l'outil «  Source ») sont à placer entre la fin de phrase et le point final[comme ça].
- Les liens internes (vers d'autres articles de Wikipédia) sont à choisir avec parcimonie. Créez des liens vers des articles approfondissant le sujet. Les termes génériques sans rapport avec le sujet sont à éviter, ainsi que les répétitions de liens vers un même terme.
- Les liens externes sont à placer uniquement dans une section « Liens externes », à la fin de l'article. Ces liens sont à choisir avec parcimonie suivant les règles définies. Si un lien sert de source à l'article, son insertion dans le texte est à faire par les notes de bas de page.
- La présentation des références doit suivre les conventions bibliographiques. Il est recommandé d'utiliser les modèles {{Ouvrage}}, {{Chapitre}}, {{Article}}, {{Lien web}} et/ou {{Bibliographie}}. Le mode d'édition visuel peut mettre en forme automatiquement les références.
- Insérer une infobox (cadre d'informations à droite) n'est pas obligatoire pour parachever la mise en page.

Pour une aide détaillée, merci de consulter Aide:Wikification.
Si vous pensez que ces points ont été résolus, vous pouvez retirer ce bandeau et améliorer la mise en forme d'un autre article.

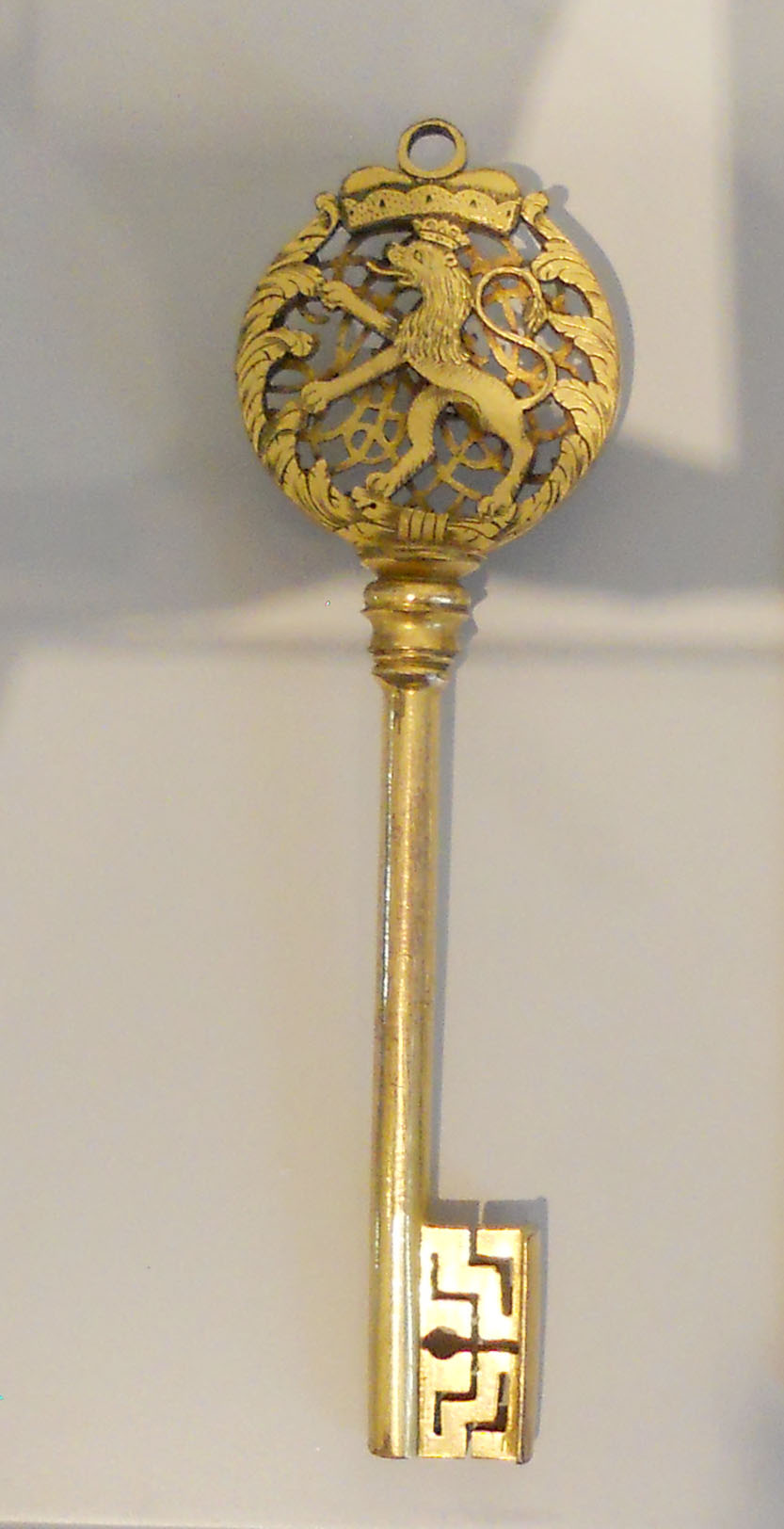
Clé de Chamberlain de Bernhard Heinrich von Germeten

Bernhard Heinrich von Germeten (1728-1732, chevalier et noble de Germeten, en Allemagne), né en 1680 à Volkmarsen et décédé le 12 mai 1737 à Vienne, était professeur de droit à Prague et haut fonctionnaire au service des Habsbourg.

## Biographie
Bernhard Heinrich von Germeten était issu d'une famille de la bourgeoisie supérieure de Volkmarsen. Ses ancêtres venaient du village voisin, Germeten, près de Warburg. Il fut d'abord secrétaire du couvent de nonnes d'Oelinghausen, près d'Arnsberg. Par la suite, il fréquenta les universités de Marbourg et de Mayence pour étudier le droit. Après avoir échoué dans sa candidature pour une chaire à Olomouc, il partit à Prague où il devint membre du consistoire, et en 1710, professeur extraordinaire de droit, puis professeur ordinaire en 1712.
Bernhard Heinrich von Germeten fut nommé conseiller du royaume de Bohême en 1719, puis chancelier du royaume. En 1728, il fut anobli dans la noblesse bohémienne. Lors du procès en vue de la canonisation de Jean de Nepomucène, il assuma en 1729 la fonction d'avocat du diable ("advocatus diaboli"). Cette tâche, qu'il remplit apparemment de manière exemplaire, lui valut de nombreuses distinctions. Parmi celles-ci, on compte sa nomination au poste de chambellan. Il est cependant incertain de savoir qui lui attribua ce titre. Durant son séjour à Prague, il épousa Maria Anna von Widmann.
Plus tard, Bernhard Heinrich von Germeten se rendit à Vienne, où il fut d'abord directeur de la chancellerie royale hongroise, puis membre du Reichshofrat. Son titre était : « Conseiller de la Chambre impériale, membre de la chancellerie royale hongroise, et directeur secret de la chancellerie du duc de Lorraine ». En 1732, il fut élevé dans la noblesse héréditaire du Saint-Empire.
N'ayant qu'un seul fils, qui était abbé dans un monastère hongrois, et n'ayant pas d'autres enfants, il prit soin d'étendre le titre nobiliaire à sa famille d'origine de Volkmarsen. Il laissa un patrimoine de 16 000 florins par fideicommis, devant revenir à l'aîné des descendants de la famille. Il fit également des dons à l'église paroissiale de sa ville natale, parmi lesquels un ostensoir de huit livres, un calice précieux pour la Sainte Communion et d'autres objets, comme un reliquaire en forme d'étoile de l'Ordre, orné de pierres et représentant l'image de saint Nepomucène.
La clé de chambellan de Germeten est exposée dans la maison Hövener à Brilon. Elle fut transmise à Volkmarsen par mariage et liens familiaux.
Il écrivit plusieurs ouvrages juridiques.